# Veliki Sadikovac
Veliki Sadikovac är en bergstopp i Kroatien.   Den ligger i länet Lika, i den centrala delen av landet, 160 km söder om huvudstaden Zagreb. Toppen på Veliki Sadikovac är 1 286 meter över havet, eller 313 meter över den omgivande terrängen. Bredden vid basen är 4,5 km.
Terrängen runt Veliki Sadikovac är kuperad åt nordost, men åt sydväst är den bergig. Runt Veliki Sadikovac är det ganska tätbefolkat, med 60 invånare per kvadratkilometer. Närmaste större samhälle är Popovača, 14,7 km norr om Veliki Sadikovac. I omgivningarna runt Veliki Sadikovac växer i huvudsak lövfällande lövskog.